# Dýšina
Dýšina (v místním nářečí Dejšiná) je obec v okrese Plzeň-město v Plzeňském kraji. Leží osm kilometrů severovýchodně od Plzně. Žije zde přibližně 2 100 obyvatel. Dýšina byla vyhlášena vesnicí roku 2003 Plzeňského kraje, v celostátním kole se pak umístila na druhém místě.
Sousedními obcemi sídla jsou Chrást, Plzeň, Kyšice, Smědčice, Klabava, Bušovice, Litohlavy a Ejpovice.

## Historie
První písemná zmínka o vesnici pochází z roku 1242. Skládá se ze dvou částí obce: Dýšiny, Nové Hutě. Jihovýchodně od Dýšiny se nachází osada Horomyslice. Novou Hutí protéká říčka Klabava, která při srpnových povodních roku 2002 strhla starý most. Nový byl vystavěn za pomoci dotací Evropské unie.
Obec se stala mediálně známou, když odkoupila sochu generála Pattona a umístila jí před místní základní školu, kterou po něm posléze pojmenovala. V obci se nachází základní škola, mateřská škola, v části Nová Huť koupaliště a tenisové kurty, v Horomyslicích bylo vybudováno osmnáctijamkové golfové hřiště. Na okraji vsi je velká průmyslová zóna (areál bývalých hrudkoven Ejpovice). V provozu je např. betonárna s výrobou prefabrikovaných dílců, plechovkárna, strojírenská výroba, velké mrazírny společně s uzenářskou výrobou a řada dalších.
Do konce roku 2006 byla obec součástí okresu Plzeň-sever, od 1. ledna 2007 byla společně s dalšími menšími obcemi v blízkosti Plzně přeřazena do okresu Plzeň-město.

## Obyvatelstvo
| Rok            | 1869 | 1880 | 1890 | 1900 | 1910 | 1921 | 1930  | 1950  | 1961  | 1970  | 1980  | 1991  | 2001  | 2011  | 2021  |
| -------------- | ---- | ---- | ---- | ---- | ---- | ---- | ----- | ----- | ----- | ----- | ----- | ----- | ----- | ----- | ----- |
| Počet obyvatel | 695  | 719  | 772  | 778  | 801  | 835  | 1 029 | 1 234 | 1 765 | 1 718 | 1 545 | 1 346 | 1 352 | 1 816 | 1 821 |
| Počet domů     | 95   | 105  | 107  | 113  | 120  | 133  | 218   | 316   | 315   | 321   | 313   | 350   | 374   | 466   | 514   |

## Obecní správa

### Části obce
- Dýšina
- Nová Huť

### Obecní symboly
Znak a vlajka byly obci uděleny rozhodnutím předsedy Poslanecké sněmovny Parlamentu České republiky dne 18. března 2003.

## Pamětihodnosti

### Církevní
- Kostel Nejsvětější Trojice a svatých apoštolů Šimona a Judy Tadeáše byl vystavěn byl v první čtvrtině 14. století v raně gotickém slohu a vysvěcen roku 1328. Z té doby se dochoval závěr s křížovou klenbou. Kolem roku 1696 byl chrám zčásti přestavěn v raně barokním slohu. Tehdy byla nově sklenuta loď, vybudováno průčelí a roku 1666 vztyčen hlavní oltář. Roku 1727 byla přistavěna předsíň a celý kostel obestavěn hřbitovní zdí se vstupní branou a brankami podle návrhu architekta Jakuba Augustona. Vnitřní zařízení tvoří barokní oltáře Nejsvětější Trojice, svaté Barbory a svatého Jana Nepomuckého, barokní kazatelna a kamenná křtitelnice z roku 1669.
- Fara (Plzeňská 1) je patrová barokní stavba podle návrhu Jakuba Augustona z roku 1727.
- Madona z Dýšiny je gotická dřevořezba stojící Panny Marie s Ježíškem z doby kolem roku 1340. Originál sošky vystavuje Národní galerie v Praze. Barokní replika byla roku 1723 zhotovena pro dýšinský kostel.
- Křížová cesta – vznikla 15. března 2014. Tvoří ji čtrnáct zastavení v podobě keramických obrázků umístěných po obci na různých podstavcích a plotech. Cesta dlouhá tři kilometry začíná a končí u kostela.[9]

### Světské
- Blahošovský dvůr
- Skokovský dvůr
- Houdkův dvůr
- Usedlosti čp. 3, 8, 19, 24, 25 a 67
- Brány a branky usedlostí čp. 4, 36 a 126
- Na vrchu Hradiště nad vodní nádrží Ejpovice se dochovaly pozůstatky opevnění dýšinského hradiště z mladší doby bronzové a doby halštatské.[10]
- Socha generála Pattona

## Osobnosti
- Josef Eret (1892–1973), brigádní generál, účastník I. a II. odboje; ostatky tajně převezeny do rodinného hrobu na dýšinském hřbitově[11][12][13] (Pietní místo pro vojáky ze 44. lehkého motorizovaného praporu „Generála Josefa Ereta“.)
- Kamil Krofta (1876–1945), historik, univerzitní profesor, politik, diplomat
- Marie Křivánková (1883–1936), šperkařka a designérka
- Peter Grünberg (1939–2018), nositel Nobelovy ceny za fyziku, občan Dýšiny v letech 1939–1946[14][15]
- Rudolf Riedlbauch (1944–2023), akademický malíř
- Václav Riedlbauch (1947–2017), hudební skladatel, pedagog a politik

## Galerie

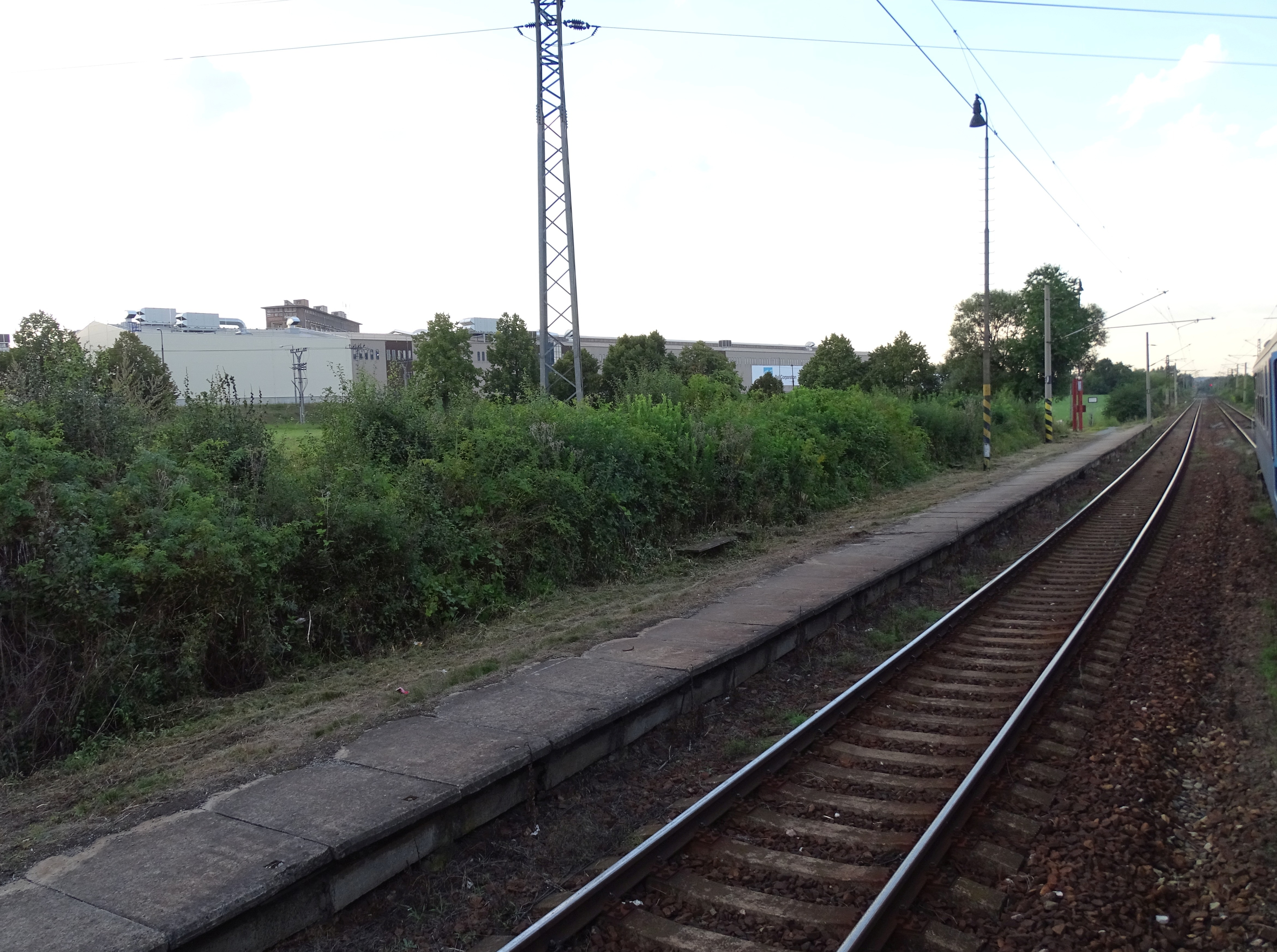
Železniční zastávka Dýšina-Horomyslice (před otevřením Ejpovického tunelu)
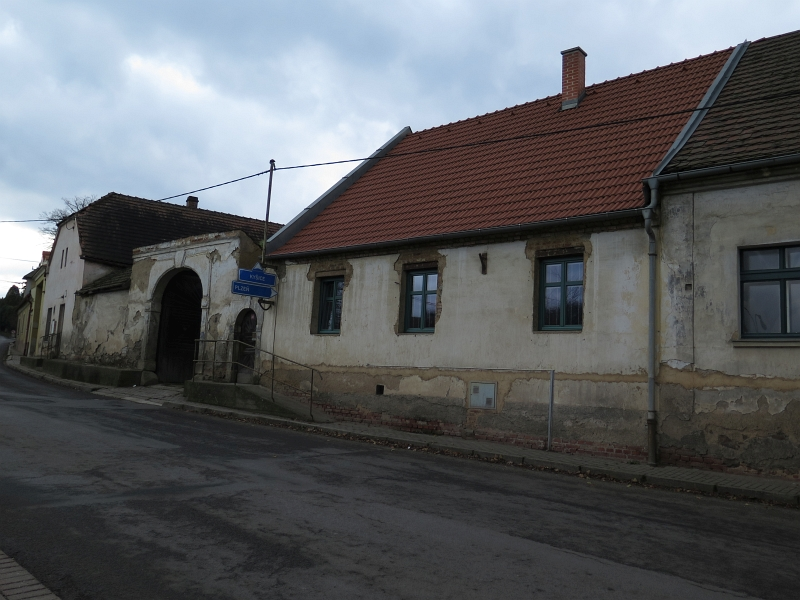
Skokovský dvůr
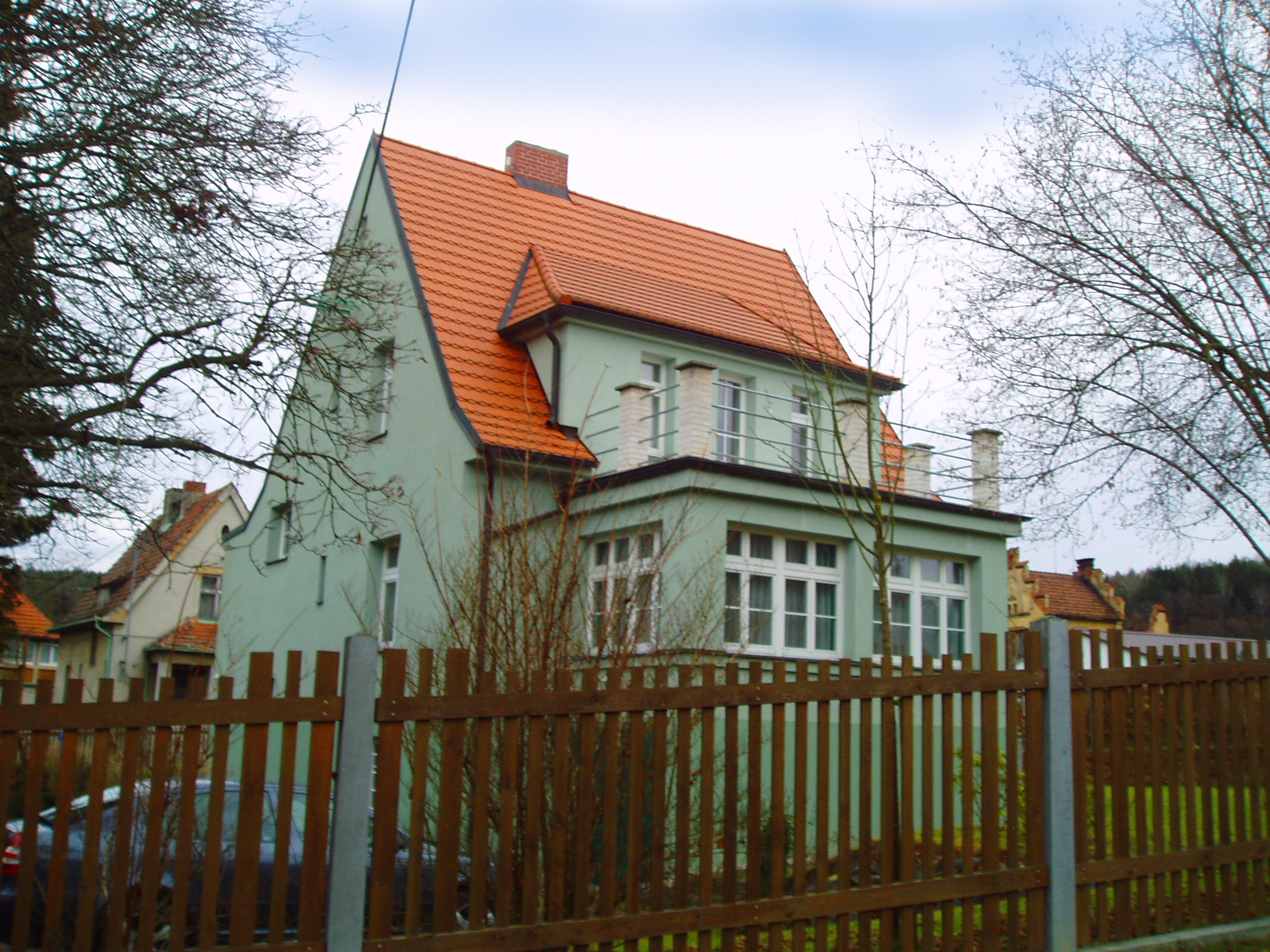
Vila Marta
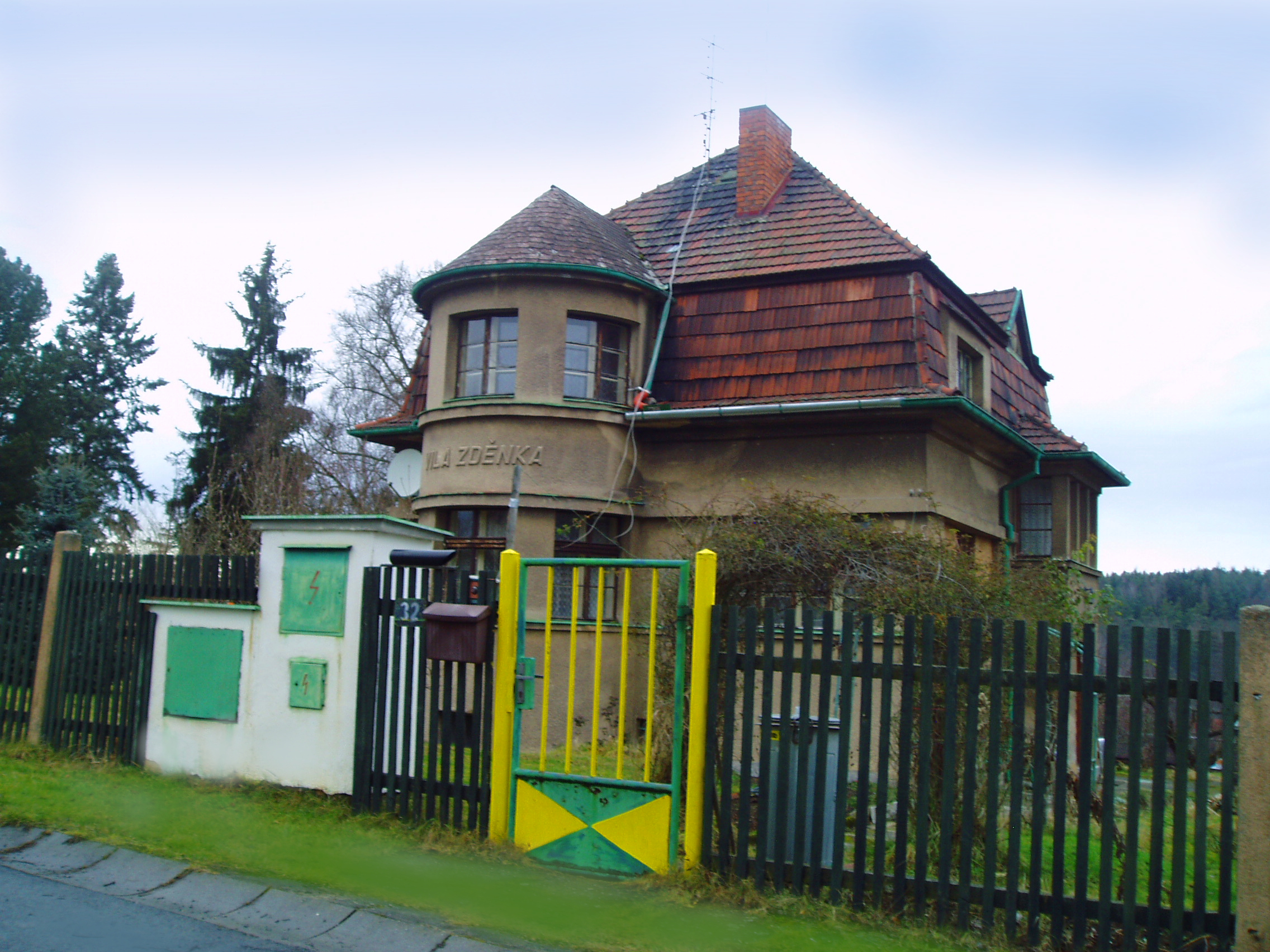
Vila Zdeňka
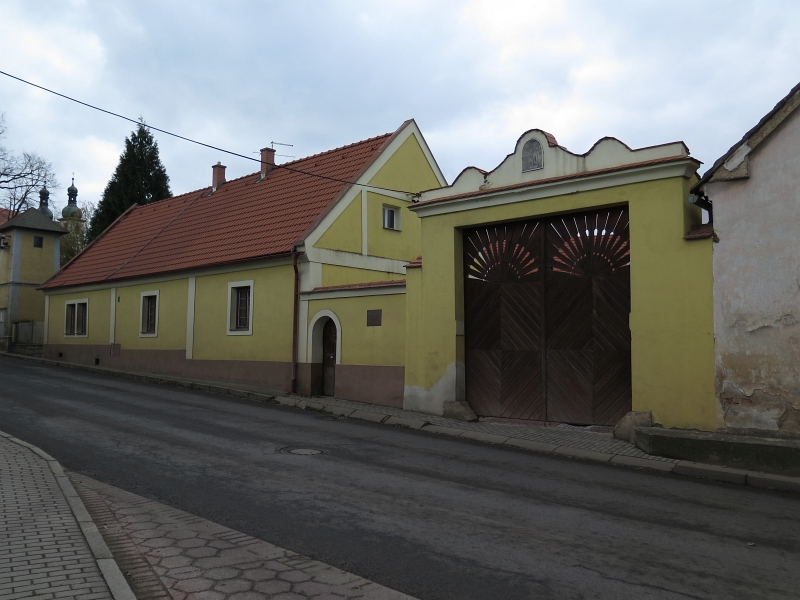
Blahošovský dvůr
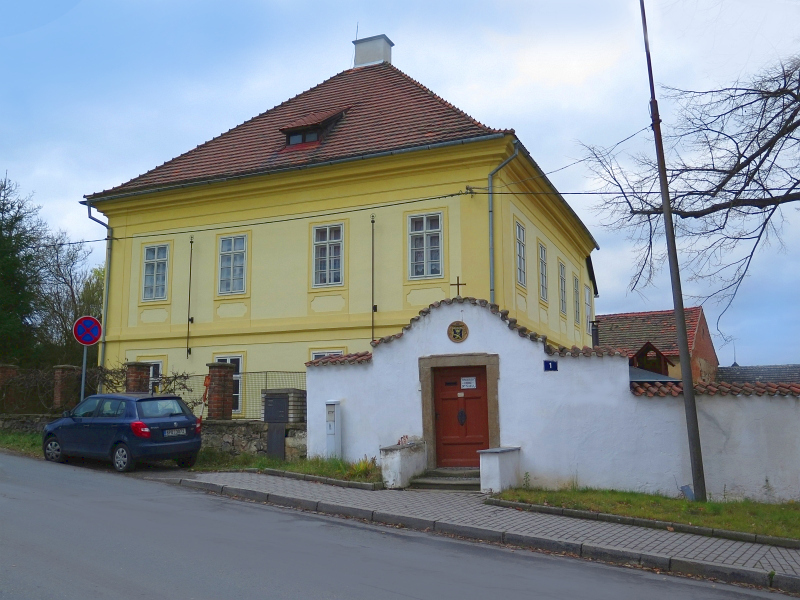
Fara
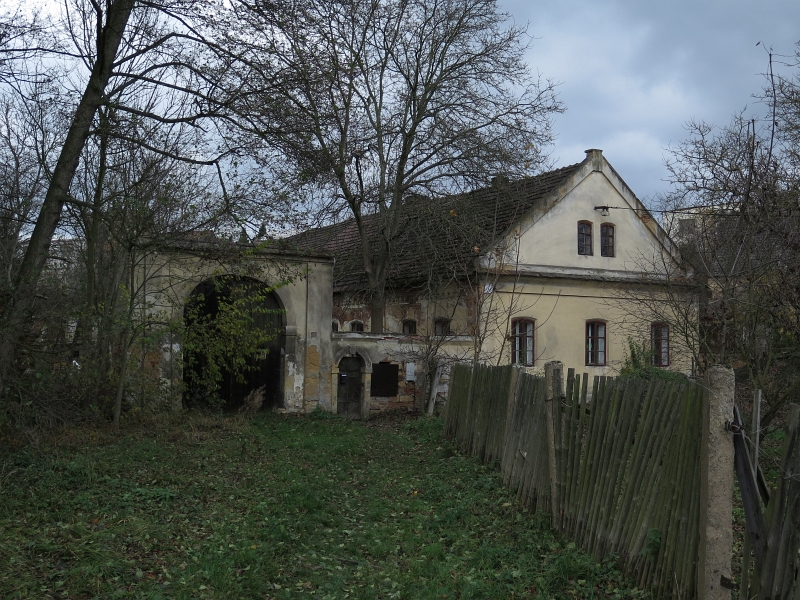
Usedlost čp. 19
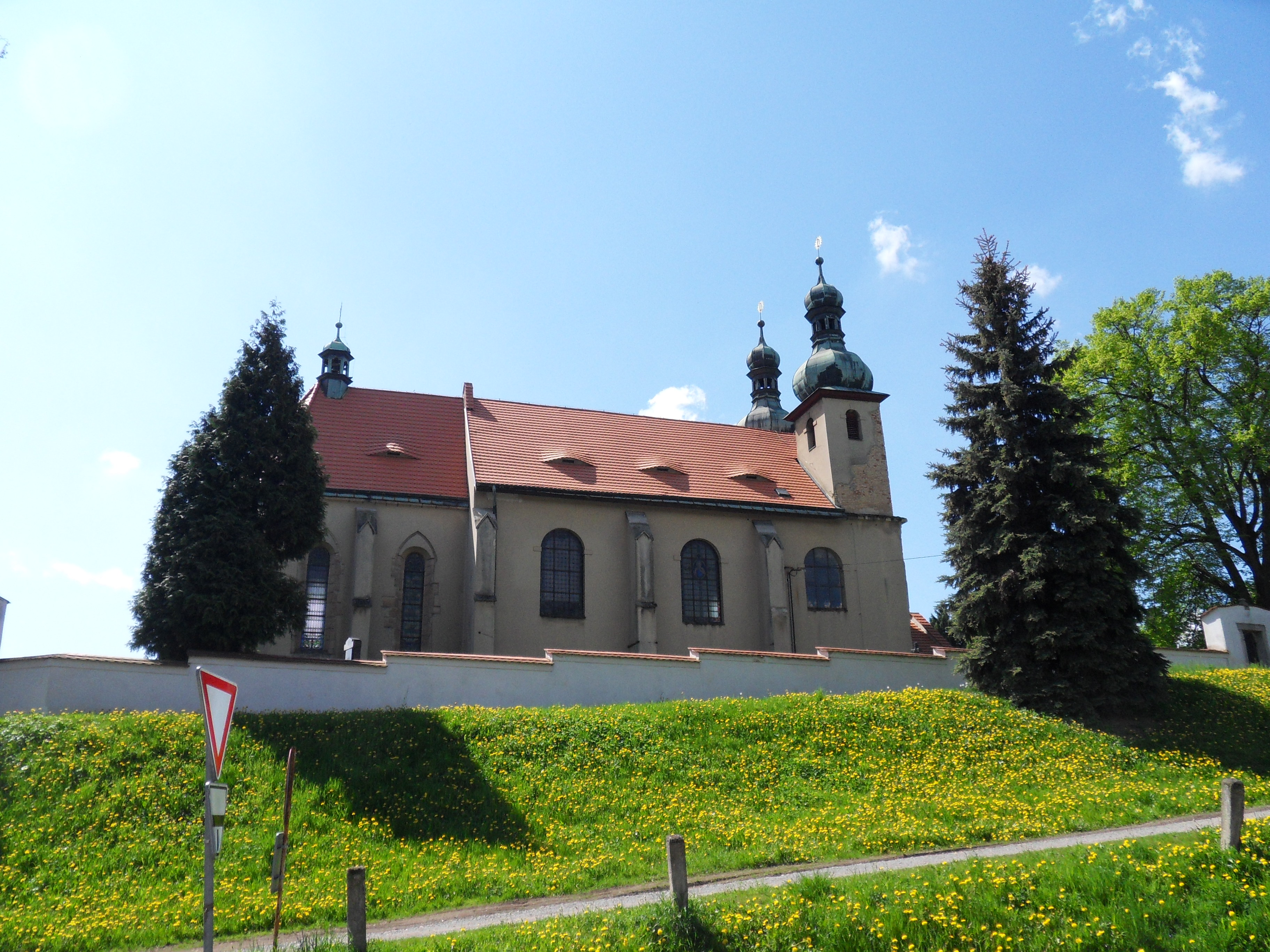
Kostel
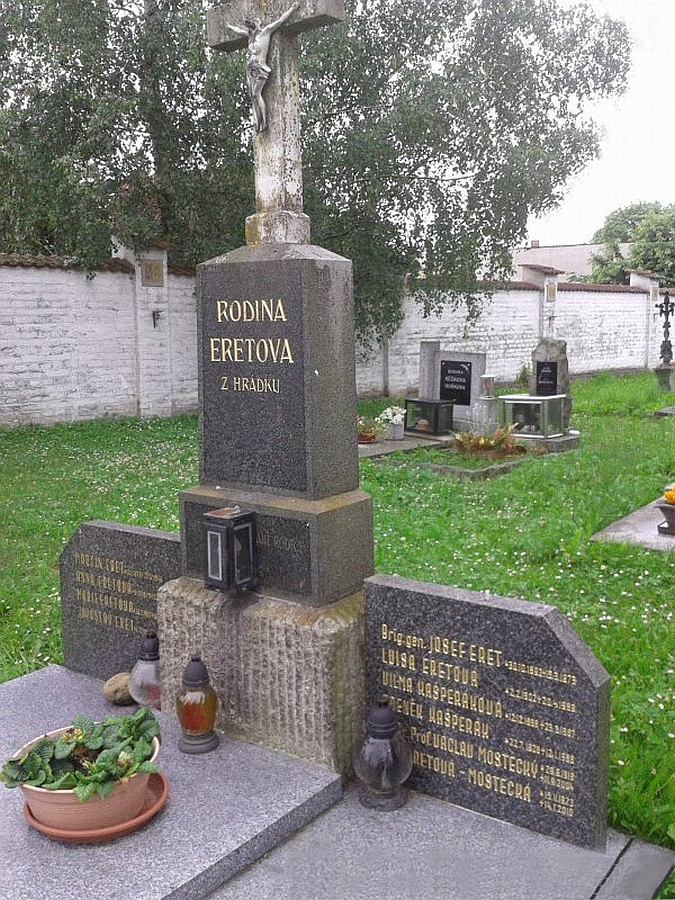
Hrob rodiny Eretových na dýšinském hřbitově
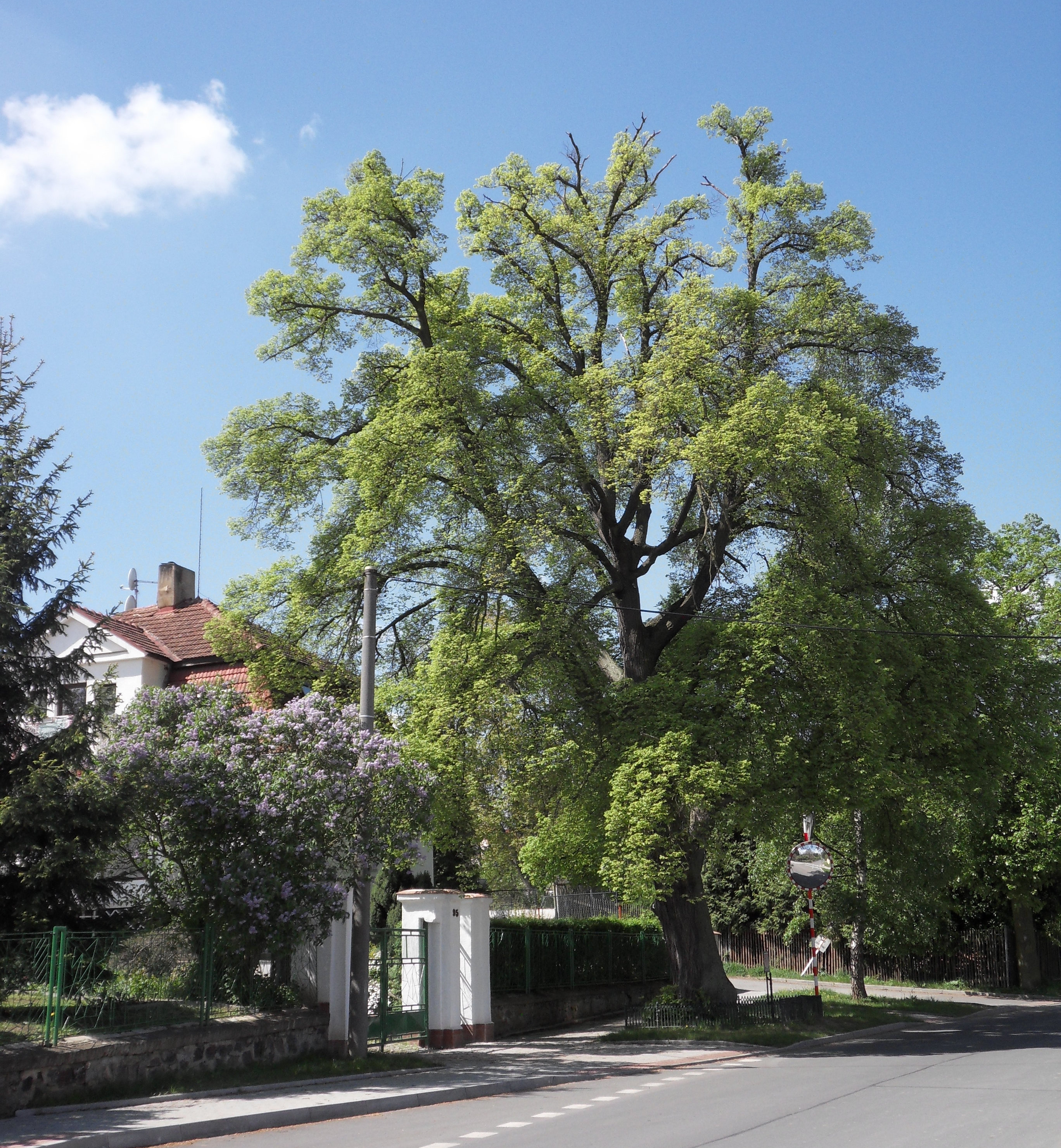
Dýšinská lípa